# Agata Szustowicz
Agata Szustowicz, z d. Jung, primo voto Tekiel (ur. 10 listopada 1968 w Warszawie) – polska siatkarka, złota medalistka pierwszych w historii mistrzostw Polski w siatkówce plażowej.

## Kariera sportowa
Karierę rozpoczęła w MOS Wola Warszawa. Była zawodniczką AZS-AWF Warszawa i Skry Warszawa, w latach 1989–1990 wystąpiła w 6 spotkaniach reprezentacji Polski w siatkówce (halowej). W 1996 zwyciężyła w parze z Małgorzatą Aleksandrowską w pierwszych w historii mistrzostwach Polski w siatkówce plażowej. W 1998 wywalczyła z tą samą partnerką wicemistrzostwo Polski, a w 1999 wystąpiła na mistrzostwach Europy, w których jednak przegrała oba rozegrane mecze.
Po zakończeniu kariery zawodniczej pracowała jako trener, m.in. Huberta Ochoty, Legionovii i Sparty Warszawa.